# 上野ツカサ
上野 ツカサ（うえの -、1970年 - ）は、東京都出身のガラス工芸家。日本ガラス工芸協会（JGAA）会員。
インテリアデザイナーを経て1993年より独自にガラスの制作を始める。1999年にガラスと陶を主素材とした多目的工房G+C ART（ジーアンドシーアート）を設立。2003年より織物のパターンをモチーフにしたガラス、絣硝子を発表。そのほかガラスの建築装飾や陶壁、ユニークでモダンなガラス器、陶器の制作プロデュース。
第26回朝日現代クラフト展優秀賞
2013年国際ガラス展in金沢　審査員特別賞
石川県能登島ガラス美術館コレクション

## 主な展示会
- 2001　より池袋東武にて個展
- 2006　黄金崎現代ガラス展
- 2008　第6回朝日現代クラフト展　優秀賞
- 2008　日本のガラス展（東急本店）
- 2009　心斎橋大丸　桃青　上野ツカサ展
- 2009　現代ガラス展in小野田
- 2012　現代ガラス展in小野田
- 2012　日本のガラス展　藤田喬平賞
- 2013　国際ガラス展in金沢　審査員特別賞